# Roland Weida
Roland Weida (* 11. Dezember 1943; † 29. November 2007) war ein deutscher Fußballspieler, der am 29. August 1970 in Hannover im Finale des DFB-Pokals als Aktiver der siegreichen Mannschaft von Kickers Offenbach angehört hat.

## Laufbahn

### Jugend und Regionalliga Südwest bis 1967
Aus der Jugend der FVgg 06 Weingarten entstammend – im nördlichen Landkreis Karlsruhe gelegen – führte der Weg des Talentes schon früh in die Jugendabteilung des Karlsruher SC. An der Seite der Jahrgangskollegen Rolf Kahn und Horst Wild gehörte Weida in der A-Jugend der süddeutschen Spitzenklasse an und gewann in den Jahren 1961 und 1962 zweimal in Folge die Süddeutsche Juniorenmeisterschaft. Er unternahm nach dem Wechsel in die Seniorenabteilung die ersten Versuche im höherklassigen Fußball in der Amateurmannschaft des KSC in der 1. Amateurliga Nordbaden, wo er auch 1964 hinter Meister SV 98 Schwetzingen und vor dem SV Sandhausen die Vizemeisterschaft feiern konnte. Daneben gehörte er von 1962 bis 1964 zwar dem damaligen Oberliga- beziehungsweise Bundesligakader an, kam aber in diesen Ligen zu keinem Pflichtspieleinsatz. Das Talent des gleichermaßen offensiv- wie auch defensivstarken Mittelfeldspielers erfuhr im Karlsruher Wildpark nicht die Wertschätzung, dass er realistisch an eine zukünftige Besserung glauben konnte.
Weida unterschrieb deshalb zur Runde 1964/65 einen Vertrag beim Ludwigshafener SC für die Fußball-Regionalliga Südwest. Bei den Rot-Weißen gehörte er von Beginn der Runde zusammen mit Dieter Sagray und Jürgen Wingert der Stammbesetzung an und absolvierte 28 Ligaspiele mit elf Toren. Der LSC belegte den achten Rang. Mit seiner Leistung hatte er den Ligakonkurrenten FK Pirmasens auf sich aufmerksam gemacht und zog bereits nach einer Runde von Ludwigshafen nach Pirmasens.
Unter der sportlichen Leitung von Trainer Kurt Sommerlatt und mit den Mitspielern Peter Jann, Alois Herbrik, Horst Brill, Heini Seebach, Dieter Weinkauff und Hilmar Weishaar gewann Weida – er absolvierte 1965/66 für den FKP 27 Spiele und erzielte acht Tore – in seiner ersten Runde in Pirmasens die Meisterschaft in der Regionalliga Südwest und zog damit in die Bundesligaaufstiegsrunde ein. Punktgleich mit Aufsteiger Fortuna Düsseldorf – beide 8:4 Punkte – belegte die Horeb-Mannschaft gegen die Mitkonkurrenten Hertha BSC und Kickers Offenbach den zweiten Platz in der Aufstiegsrunde. Weida war in allen sechs Spielen für den FKP aufgelaufen. Im zweiten Pirmasenser Jahr konnte der Titel im Südwesten nicht verteidigt werden, Weida absolvierte 24 Ligaspiele mit sechs Toren und belegte mit seinen Mitspielern Hugo Dausmann und Georg Jung den sechsten Rang. Der leichtfüßige Mittelfeldspieler – 1,68 m groß und 67 kg schwer – hatte aber das Interesse von Kickers Offenbach auf sich gelenkt und wechselte zur Runde 1967/68 an den Bieberer Berg in die Fußball-Regionalliga Süd. Von 1964 bis 1967 hatte Weida in der Südwest-Regionalliga 79 Spiele mit 25 Toren bestritten.

### Offenbach 1967 bis 1972
In den fünf Runden 1967/68 bis 1971/72 gewann Roland Weida mit dem OFC zweimal die Meisterschaft in der Regionalliga Süd, wurde einmal Vizemeister, zog dreimal in die Bundesligaaufstiegsrunde ein, stieg dreimal in die Fußball-Bundesliga auf und gewann als Höhepunkt 1970 mit Kickers Offenbach den DFB-Pokal. Weniger erfreulich waren hingegen die Abstiege aus der Bundesliga nach jeweils nur einer Spielzeit in den Jahren 1969 und 1971.
Im ersten Jahr bei den Kickers, 1967/68, absolvierte der Neuzugang aus Pirmasens an der Seite von Hermann Nuber, Gerd Becker, Ferdinand Heidkamp und Egon Schmitt 31 Spiele und wurde mit 15 Treffern Torschützenkönig der Mannschaft von Trainer Kurt Baluses, die am Rundenende als Vizemeister der Regionalliga Süd in die Bundesliga-Aufstiegsrunde einzog. Gegen Bayer 04 Leverkusen, TuS Neuendorf, Tennis Borussia Berlin und Arminia Hannover setzten sich die Offenbacher – jetzt von Kurt Schreiner betreut – durch und stiegen in die Bundesliga auf. Weida hatte dabei in sieben Spielen mitgewirkt und ein Tor erzielt. Auch im ersten OFC-Jahr in der Bundesliga, 1968/69 unter Trainer Paul Oßwald, gehörte der Mittelfeldspieler mit 29 Einsätzen und sechs Torerfolgen zur Stammbesetzung, die aber den sofortigen Abstieg nicht verhindern konnte, obwohl man mit 23:11 Punkten zuhause dieselbe Bilanz aufweisen konnte wie der überraschende Vizemeister Alemannia Aachen. Durch die nur fünf Punkte in den Auswärtsspielen, die Null-Punkteausbeute in den letzten drei Rundenspielen und der 0:3-Abschlussniederlage am 34. Rundentag bei Borussia Dortmund stieg Offenbach mit Mittelfeldspieler Weida ab. Mit sechs Treffern rangierte er in der internen Torschützenliste hinter Egon Schmitt mit zehn Toren auf Rang zwei.
Mit Trainer „Čzik“ Čajkovski wurde umgehend die Meisterschaft im Spieljahr 1969/70 in der Regionalliga Süd errungen und wiederum in die Bundesliga-Aufstiegsrunde eingezogen. Weida hatte im Ligabetrieb 37 Spiele absolviert und dabei zehn Tore erzielt. Gegen den VfL Bochum, Hertha 03 Zehlendorf, VfL Wolfsburg und FK Pirmasens gelang die sofortige Rückkehr in die Fußball-Bundesliga. In sieben Aufstiegsspielen erzielte Weida zwei Tore. Zum sportlichen Höhepunkt wurden aber die Spiele im DFB-Pokal 1969/70. Über 1860 München, Borussia Dortmund, Eintracht Frankfurt und den 1. FC Nürnberg führte der Weg des OFC in das Finale am 29. August 1970 in Hannover gegen den favorisierten 1. FC Köln. Weida hatte durch seine effiziente „Sonderbewacherrolle“ gegen den Kölner Spielmacher Wolfgang Overath wesentlichen Anteil am 2:1-Erfolg der Offenbacher.
Die zweite Bundesligarunde 1970/71 wurde aber trotz des Stimmungshochs durch den Pokalerfolg negativ beeinflusst durch erfolglose Festlegungen bei der Trainerposition. Zuerst wurde der Aufstiegstrainer Čajkovski durch den Ex-Dortmunder Aki Schmidt vor dem Rundenstart ersetzt, bereits nach dem achten Spieltag baute der Kickers-Vorstand auf die Qualitäten von Rudi Gutendorf, um ab dem 24. Februar 1977 mit Kuno Klötzer nochmals die Führung der sportlichen Leitung auszutauschen. Dazu kamen noch die nachträglich ans Licht der Öffentlichkeit gelangten „verkauften Spiele“ während der Runde. Roland Weida absolvierte 33 Rundenspiele und erzielte vier Tore. Nach der 2:4-Niederlage am 34. Spieltag, den 5. Juni 1971, beim 1. FC Köln, stieg der OFC als 17. aus der Bundesliga ab. Am Schlusstag hatten sich Bielefeld mit einem 1:0-Sieg bei Hertha BSC und Rot-Weiß Oberhausen mit einem 1:1-Remis bei Eintracht Braunschweig den Klassenerhalt gesichert. Die tragische Niederlage in Köln erlebte Weida mit seinen Mannschaftskameraden Walter Bechtold, Horst Gecks, Erwin Kremers, Helmut Kremers und Egon Schmitt nach einer 2:1-Halbzeitführung.
Im September/Oktober 1970 hatte er in den zwei Spielen im Europapokal der Pokalsieger gegen den FC Brügge mit deren Stars Raoul Lambert und Rob Rensenbrink mitgewirkt. Am Bieberer Berg hatte man einen 2:1-Sieg errungen, im Rückspiel wurde der Wettbewerb durch die 2:0-Niederlage in Brügge beendet.
Horst-Gregorio Canellas, der Präsident von Kickers Offenbach, verstärkte nach dem Abstieg den OFC mit den Spielern Fred-Werner Bockholt, Sigfried Held und Erwin Kostedde und der Mannschaft gelang mit Trainer Kuno Klötzer 1971/72 souverän der Meisterschaftsgewinn in der Fußball-Regionalliga Süd. Auch in der Aufstiegsrunde setzten sich Roland Weida – er hatte in der Regionalliga 32 Spiele absolviert und sieben Tore erzielt – und seine Mannschaftskameraden gegen die Konkurrenten Rot-Weiss Essen, St. Pauli, Wacker 04 Berlin und Röchling Völklingen durch und feierten damit die sofortige Bundesliga-Rückkehr. Weida hatte alle acht Spiele in der Aufstiegsrunde bestritten und dabei fünf Tore erzielt. Nach diesem Triumph beendete er seine Laufbahn als Lizenzfußballer und unterschrieb zur Runde 1972/73 beim Hessenligisten SpVgg 05 Bad Homburg und wechselte damit in das Amateurlager zurück.
In der Statistik wird Weida in der Fußball-Regionalliga (Südwest und Süd) mit insgesamt 179 Spielen und 57 Toren, in der Fußball-Bundesliga mit 62 Spielen und zehn Toren, sowie in den Bundesligaaufstiegsrunden mit 28 Spielen und neun Toren geführt.

### Amateurlager
An der Seite von Spielertrainer Wolfgang Solz und dem routinierten Torhüter Karl Loweg landete Roland Weida mit den Blau-Weißen aus Bad Homburg 1972/73 in der Hessenliga hinter Meister FSV Frankfurt auf dem zweiten Rang und vertrat damit Hessen im Wettbewerb um die Deutsche Amateurmeisterschaft. Nach Erfolgen gegen den Karlsruher FV, Bergedorf 85 und den ESV Ingolstadt zog Weida mit seinen Mannschaftskameraden in das Finale gegen die Amateure des 1. FC Kaiserslautern ein. Im Stadion Bieberer Berg in Offenbach fand das Endspiel am 30. Juni vor 7.000 Zuschauern statt. Durch ein Tor von Helmut Reidel in der 78. Minute gewann Bad Homburg die Deutsche Amateurmeisterschaft 1973. Ab der Runde 1974/75 übte Weida bei der Spielvereinigung im Stadion Sandelmühle das Amt des Spielertrainers aus. Zur Runde 1975/76 kehrte er in den südlichen Offenbacher Stadtteil Tempelsee zurück und übernahm wiederum als Spielertrainer Gemaa Tempelsee.
In späteren Jahren gehörte er als Aktiver der 1987 gegründeten Traditionsmannschaft des OFC an, die unter dem Ehrenpräsidenten und Namensgeber Waldemar Klein als die „Waldis“ mit vielen Ehemaligen – Hermann Nuber, Walter Bechtold, Manfred Erber, Siggi Gast, Kurt Geinzer, Oskar Lotz, Seppl Weilbächer – an den alten Offenbacher Fußballglanz und Zusammenhalt erinnerten. Als Funktionär übte er bei der Traditionsmannschaft auch das Präsidentenamt aus.

### Erfolge
- DFB-Pokalsieg: 1970
- Regionalligameister: 1966, 1970, 1972
- Bundesligaaufstieg: 1968, 1970, 1972
- Deutscher Amateurmeister 1973